# Tag der turkmenischen Melone

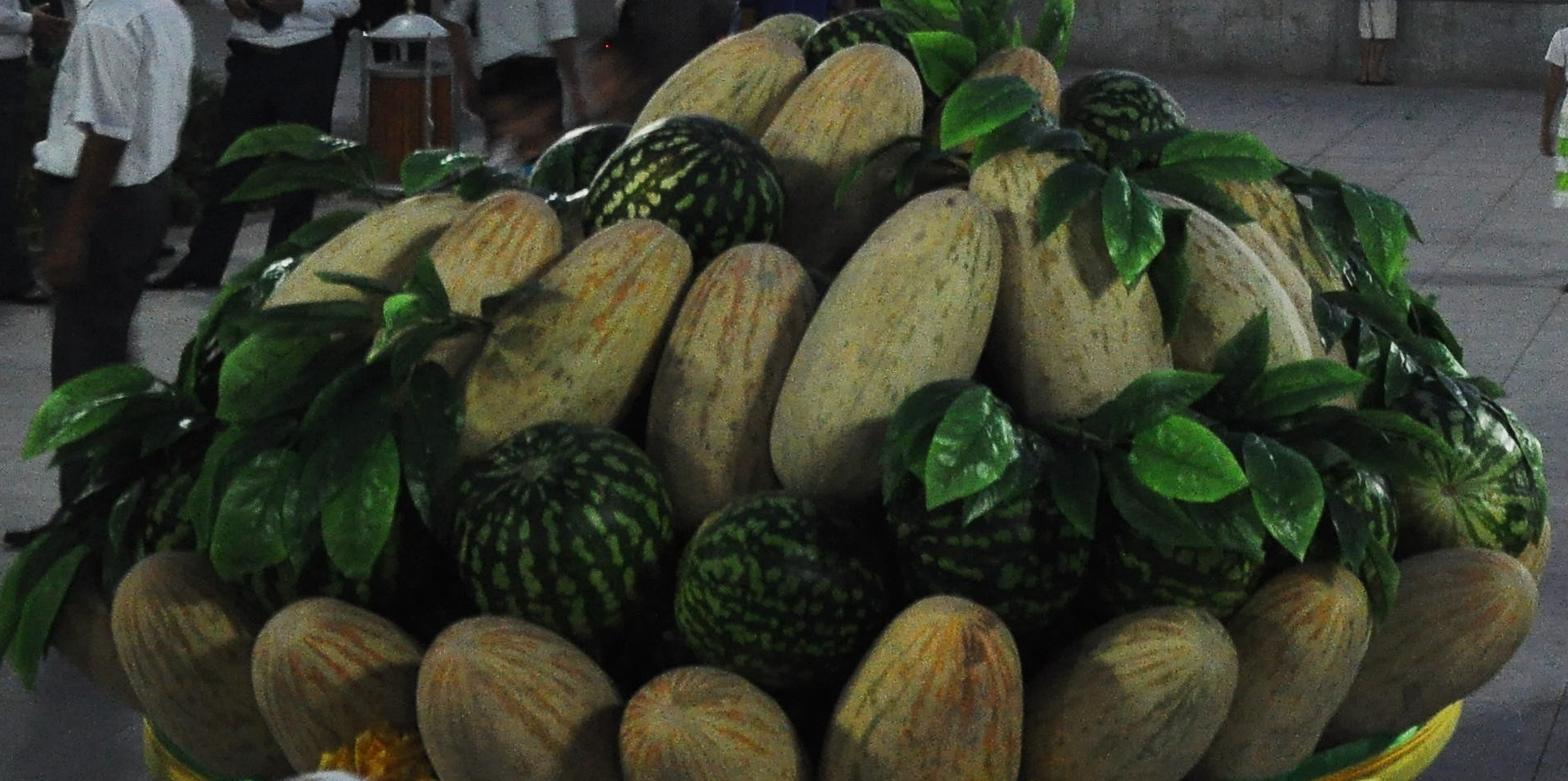
Verschiedene Melonensorten in der turkmenischen Hauptstadt Aşgabat

Der Tag der turkmenischen Melone (turkmenisch Gawun baýramy) ist ein Feiertag im zentralasiatischen Staat Turkmenistan. Er wird jedes Jahr am zweiten Sonntag des Augusts zelebriert und dient der Würdigung der heimischen Melonen. 

## Geschichte
Der Feiertag wurde im Jahr 1994 per Dekret vom damaligen turkmenischen Präsidenten Saparmurat Niyazov, genannt Turkmenbashi, eingeführt. Er begründete die Einführung des Feiertages mit der reichen Tradition des Melonenanbaus in Turkmenistan und der Bedeutung der Frucht für die Landwirtschaft des Landes.

## Feierlichkeiten
Der Tag der turkmenischen Melone wird im ganzen Land begangen, Zentrum der Feierlichkeiten ist aber die Hauptstadt Aşgabat. Unter anderem finden hier Konferenzen statt, an denen Landwirte, Züchter und Wissenschaftler teilnehmen und über moderne Technik in der Branche, neue Züchtungen und die Erhaltung der traditionellen Anbauweise diskutieren. Außerdem gehört die Präsentation verschiedener Melonensorten und besonderer Einzelexemplare zu den Feierlichkeiten. Abschließend werden die Gewinner der Wettbewerbe Goldene Melone, größte Wassermelone, größter Kürbis, meisterhafte Kürbisprodukte und Meisterzüchter bekannt gegeben. Diese erhalten Preise, die vom turkmenischen Präsidenten übergeben werden.
Musikalisch werden die Feierlichkeiten von traditioneller Volksmusik begleitet. Im Rahmenprogramm der Feierlichkeiten finden auch Veranstaltungen in den Bereichen Kultur und Sport statt.